# Mission d'administration intérimaire des Nations unies au Kosovo
La Mission d'administration intérimaire des Nations unies au Kosovo (MINUK, en anglais UNMIK) est une autorité administrative de l'ONU, déployée dans l'ex-province yougoslave du Kosovo.
Elle a été créée par la résolution 1244 du Conseil de sécurité des Nations unies du 10 juin 1999 à la fin de la guerre du Kosovo.
Elle a été remplacée dans ses missions depuis fin 2008 par la mission européenne EULEX au Kosovo tout en étant toujours active.

## Histoire
La MINUK a mis sur pied, le 16 juillet 1999, un Conseil de transition du Kosovo, « plus haut organe consultatif politique placé sous la houlette de la MINUK » selon le directeur de cette dernière, Bernard Kouchner. Selon Kouchner (1999) :
« Il offre aux principaux partis politiques et groupes ethniques - à savoir la Ligue démocratique du Kosovo, l'Armée de libération du Kosovo, des membres des communautés serbe, bosniaque et turque, des indépendants et d'autres représentants du Kosovo - l'occasion de contribuer directement au processus décisionnel de la MINUK. »
À l'automne 1999, dans le cadre de la mission UNCIVPOL, elle avait également établi une Police internationale des Nations unies (UNIP) forte de 3 500 hommes armés, chargée du maintien de l'ordre et de la mise sur pied d'un Service de police du Kosovo (KPS) en collaboration avec l'OSCE . L'UNIP effectuait des patrouilles conjointes avec la KFOR, et a progressivement pris en charge les détentions effectuées par cette dernière (voir la décision de la CEDH Behrami c. France et Saramati c. France, Allemagne et Norvège, 2006). Les effectifs de la police CIVPOL de la MINUK étaient descendus à 2 500 hommes en avril 2000.
En 2007, des policiers de la MINUK ouvrent le feu sur une manifestation du mouvement Vetëvendosje et tuent deux personnes.
En février 2019, le gouvernement kosovar de Ramush Haradinaj refuse toute communication avec la MINUK, considérant qu'elle ne défendait pas les intérêts des populations albanaises du Kosovo. La MINUK avait en effet déclaré dans un rapport que la taxe de 100 % mise en place contre la Serbie et la Bosnie-Herzégovine était contre-productive et possiblement illégale selon les termes de l'accord de libre-échange signé par le Kosovo,.

## Missions

Armoiries du gouvernement provisoire du Kosovo.

Le Conseil de sécurité a confié à la mission des Nations unies le soin d’administrer le territoire et les populations du Kosovo, tous les pouvoirs législatifs et exécutifs, ainsi que les pouvoirs judiciaires.
Jamais auparavant l’ONU n’avait-elle été investie de pouvoirs aussi vastes, considérables et importants. Comme l’a souligné l'ancien secrétaire général, Kofi Annan, l’Organisation a « l’immense » tâche de restaurer un semblant de vie normale dans cette province.
La MINUK était mandatée pour les tâches suivantes :
- faciliter l’instauration au Kosovo d’une autonomie et d’une auto-administration substantielles ;
- exercer les fonctions d’administration de base ;
- faciliter un processus politique visant à déterminer le statut futur du Kosovo ;
- faciliter la reconstruction des infrastructures essentielles et l’acheminement de l’aide humanitaire et de secours ;
- maintenir l’ordre public (mission UNCIVPOL élargie) ;
- promouvoir les droits de l’homme ;
- veiller à ce que tous les réfugiés et personnes déplacées puissent rentrer chez eux en toute sécurité et sans entrave.

Sa mission a néanmoins été entendue au sens large, puisque dès l'automne 1999, Bernard Kouchner, représentant spécial du secrétaire général et chef de la MINUK, déclarait :
« Il ne s'agit pas uniquement de rétablir la paix et d'assurer le retour de populations chassées par la guerre, mais de reconstruire une société complètement disloquée, de créer un environnement démocratique, de remettre sur pied une économie ruinée et d'assurer la renaissance d'une culture dont le droit à l'existence a trop longtemps été nié. »

## Activité
La MINUK, qui travaillait étroitement avec la KFOR, sous commandement de l'OTAN, reposait sur quatre piliers :
- « l'administration civile, sous l'égide des Nations unies proprement dites » ;
- « l'aide humanitaire, dirigée par le HCR » ;
- « le renforcement de la démocratie et des institutions, chapeauté par l'OSCE » ;
- « et le développement économique, qui bénéficie de l'apport de l'Union européenne » ; la Commission européenne était le principal donateur, avec la création d'une « Equipe d'intervention au Kosovo », disposant d'un budget de 150 millions de dollars pour 1999[2].

L'UNICEF, l'OMS et des ONG ont également participé au rétablissement des infrastructures d'éducation et de santé.

## Représentants spéciaux du secrétaire général de l'ONU au Kosovo, chefs de la MINUK
- Sérgio Vieira de Mello, Brésil (juin 1999 - juillet 1999) ;
- Bernard Kouchner, France (15 juillet 1999 - 12 janvier 2001) ;
- Hans Hækkerup, Danemark (13 janvier 2001 - 31 décembre 2001) ;
- Michael Steiner, Allemagne (14 février 2002 - 8 juillet 2003) ;
- Harri Hermanni Holkeri, Finlande (25 août 2003 - 11 juin 2004) ;
- Søren Jessen-Petersen, Danemark (16 août 2004 - 30 juin 2006) ;
- Joachim Rücker, Allemagne (1er septembre 2006 - 20 juin 2008) ;
- Lamberto Zannier, Italie (20 juin 2008 - juin 2011) ;
- Farid Zarif, Afghanistan (11 octobre 2011 - 2015) ;
- Zahir Tanin (en), Afghanistan (9 octobre 2015 – 19 novembre 2021) ;
- Caroline Ziadeh, Liban (depuis 2021).